# Гребенец (Шемятинское сельское поселение)
Гребенец — деревня в Макарьевском районе Костромской области. Входит в состав Унженского сельского поселения.

## География
Находится в юго-восточной части Костромской области на расстоянии приблизительно 23 км на северо-восток по прямой от районного центра города Макарьев на правобережье Унжи.

## История
Известна с 1617 года. В 1795 году принадлежала помещице Тухачевской. В 1872 году здесь было учтено 52 двора, в 1907 году отмечено было 134 двора.

## Население
Постоянное население составляло 415 человек (1872 год), 579 (1897), 766 (1907), 66 в 2002 году (русские 100 %), 18 в 2022.